# Nico Baak
Nicolaas (Nico) Baak (Amsterdam, 10 mei 1892 – Den Haag, 21 november 1961) was een Nederlands kunstenaar. Hij was schilder, tekenaar, illustrator en graficus.
Hij was leerling van de Rijksnormaalschool te Amsterdam en daarna van de Rijksakademie aldaar. Hij werd in 1935 tekenleraar aan het Amsterdamse Montessorilyceum. Hij liet zijn leerlingen met meerdere materialen, zelfs met olieverf, werken. Wat ongebruikelijk was in die tijd. Een van zijn leerlingen was Mance Post. In 1942 werd Baak hoofdleraar voor schilderen aan de Akademie voor Beeldende Kunstenaars in Den Haag. Hij was o.a. lid van de Vereeniging Sint Lucas in Amsterdam.
Baak maakte veel buitenlandse reizen. Hij schilderde en tekende landschappen, portretten, figuurstukken, stillevens, stadsgezichten, was ook boekbandontwerper. Hij ontwierp ook affiches en tekende veel boekillustraties.

## Met platen van Nico Baak
- Johan Schmidt: De kunst van het grimeeren ; handleiding en overzichtelijke beschouwing ten dienste onzer tooneelkunst- beoefenaars ; met 7 in kleurendruk uitgevoerde platen van Nico Baak ; Uitgave Hollandia, 2de druk ; schatting ca 1930.